# (1092) Lilium
(1092) Lilium es un asteroide que forma parte del cinturón de asteroides y fue descubierto por Karl Wilhelm Reinmuth el 12 de enero de 1924 desde el observatorio de Heidelberg-Königstuhl, Alemania.

## Designación y nombre
Lilium se designó al principio como 1924 PN.
Posteriormente fue nombrado por el lilium, un género de plantas liliáceas entre las que se encuentran los lirios.

## Características orbitales
Lilium orbita a una distancia media de 2,9 ua del Sol, pudiendo alejarse hasta 3,143 ua y acercarse hasta 2,658 ua. Tiene una inclinación orbital de 5,389° y una excentricidad de 0,08362. Emplea en completar una órbita alrededor del Sol 1804 días.